# Sharānlū
Sharānlū (persiska: شرانلو) är en ort i Iran.   Den ligger i provinsen Östazarbaijan, i den nordvästra delen av landet, 500 km väster om huvudstaden Teheran. Sharānlū ligger 1 282 meter över havet och antalet invånare är 423.
Terrängen runt Sharānlū är platt. Runt Sharānlū är det ganska tätbefolkat, med 90 invånare per kvadratkilometer. Närmaste större samhälle är Malekān, 7,0 km öster om Sharānlū. Trakten runt Sharānlū består till största delen av jordbruksmark.